# Clewiston
Clewiston és una població dels Estats Units a l'estat de Florida. Segons el cens del 2000 tenia 6.460 habitants.

## Demografia
Segons el cens del 2000, Clewiston tenia 6.460 habitants, 2.174 habitatges, i 1.632 famílies. La densitat de població era de 533 habitants per km².
Dels 2.174 habitatges en un 39,5% hi vivien nens de menys de 18 anys, en un 55,9% hi vivien parelles casades, en un 12,5% dones solteres, i en un 24,9% no eren unitats familiars. En el 18,9% dels habitatges hi vivien persones soles el 7,2% de les quals corresponia a persones de 65 anys o més que vivien soles. El nombre mitjà de persones vivint en cada habitatge era de 2,93 i el nombre mitjà de persones que vivien en cada família era de 3,32.
Per edats la població es repartia de la següent manera: un 29,7% tenia menys de 18 anys, un 10,3% entre 18 i 24, un 28,3% entre 25 i 44, un 20,8% de 45 a 60 i un 10,9% 65 anys o més.
L'edat mediana era de 32 anys. Per cada 100 dones de 18 o més anys hi havia 104,4 homes.
La renda mediana per habitatge era de 37.143 $ i la renda mediana per família de 38.652 $. Els homes tenien una renda mediana de 31.139 $ mentre que les dones 21.049 $. La renda per capita de la població era de 15.527 $. Entorn del 14,8% de les famílies i el 18,8% de la població estaven per davall del llindar de pobresa.

## Poblacions més properes
El següent diagrama mostra les poblacions més properes.